# Erupinae
De Erupinae zijn een onderfamilie van vlinders of Lepidoptera uit de familie van de grasmotten of Crambidae. Deze onderfamilie is in 1995 beschreven door Eugene Gordon Munroe. De onderfamilie bevat drie geslachten met 38 soorten.

## Geslachten
Tussen haakjes staat het aantal soorten binnen het geslacht.
- Erupa Walker, 1864 (36)
- Lancia Walker, 1859 (1)
- Schoenerupa Hampson, 1919 (1)